# Polygonum fibrilliferum
Polygonum fibrilliferum är en slideväxtart som beskrevs av Komarov. Polygonum fibrilliferum ingår i släktet trampörter, och familjen slideväxter. Inga underarter finns listade i Catalogue of Life.